# Avenida 19 de Enero
La Avenida 19 de Enero o Carrera 19 norte es una vía arteria que recorre la ciudad de Armenia, Colombia en sentido norte-centroccidente, recorriendo 3,6 kilómetros. Se nombró en homenaje a la fecha de creación del departamento del Quindío. El objetivo de su construcción es desviar el tráfico pesado y evitar su paso por el centro de la ciudad.

## Trazado

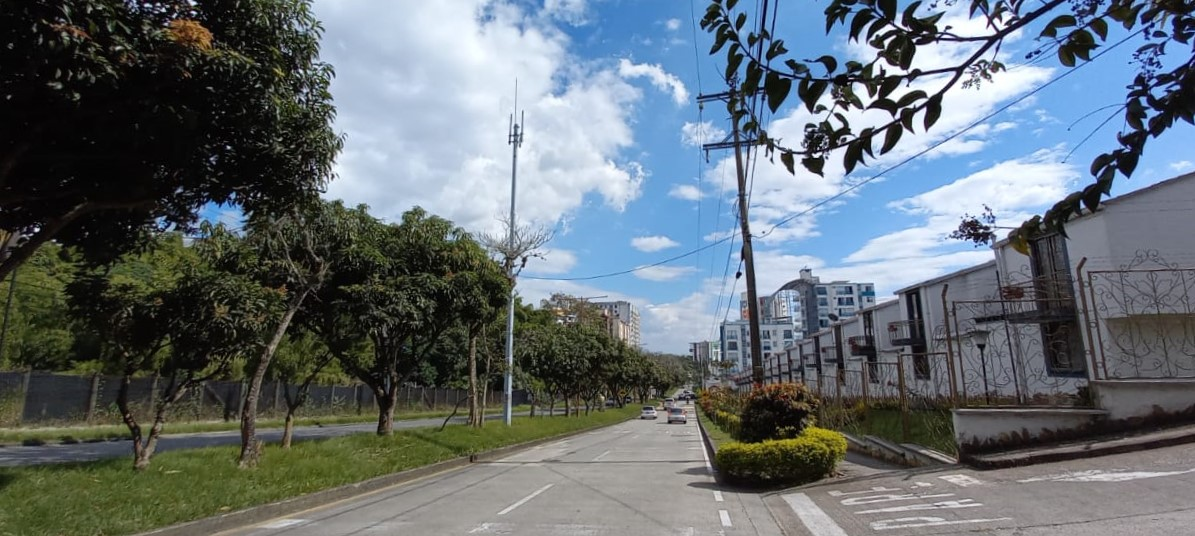
Vista de la avenida desde la calle 25 norte. Calzada sentido norte-centro.

La avenida inicia en el norte de Armenia, desde el Museo del Oro Quimbaya y cruza la zona occidental norte hasta llegar a la estación central de Bomberos, en cercanías al centro de la ciudad. La vía se creó para descongestionar a la Avenida Bolívar del tráfico de vehículos de carga pesada. En un 80 % la vía está rodeada de conjuntos residenciales.[cita requerida]

## Sitios relevantes en la vía
- Museo del Oro Quimbaya.
- Iglesia Bautista.
- Corporación Autónoma Regional del Quindío - CRQ.
- Iglesia Asambleas de Dios.
- Mural de La Arriería.
- INEM José Celestino Mutis.
- Colegio Jorge Isaacs.
- Bambusa Plaza
- Coliseo del Café.
- Cuerpo de Bomberos - Estación central.